# Libdvdcss
Libdvdcss — бібліотека Content Scramble System дешифрування для доступу до DVD-Video. До складу багатьох Linux-дістрібутівів, таких як Debian, Ubuntu чи openSUSE бібліотека libdvdcss не входить, щоб уникнути DMCA-подібного законодавства. Libdvdcss є частиною проекту VideoLAN, а її використовують такі плеєри, як VLC media player, Ogle DVD Player та MPlayer.  
Libdvdcss розроблений таким чином, щоб працювати незалежно від операційної системи. Наразі існуєть версії цієї бібліотеки для GNU/Linux, Microsoft Windows, Mac OS X, BeOS, BSD та Solaris.  

## Порівняння з DeCSS
На відміну від DeCSS, який використовує зламаний ключ від DVD плеєра, щоб пройти аутентифікацію, libdvdcss використовує сгенерований список можливих ключів плеєра. Якщо жоден з них не працює (в разі посиленого кодування DVD приводу на певний регіон), то виконується спроба використати брутфорс та регіональний захист ігнорується.

## Дивись також
- DeCSS
- libdvdread3
- k9copy — backup DVD-Video

1. ↑  Update NEWS for 1.4.3